# Riktiga män bär alltid slips
Riktiga män bär alltid slips är en svensk komedifilm från 1991 i regi av Jonas Cornell. I huvudrollen som nattklubbsägaren Felix ses Philip Zandén och som hans hustru Mona Marie Richardson.

## Handling
Nattklubbsägaren Felix ligger intagen på ett sjukhus i Stockholm för magont. Han undersöks av kirurgen Stella, som inte hittar något fel och därför skickar hem honom. Tillbaka i hemmet nås han av ett meddelande på sin telefonsvarare där finanshajen Popo hotar att skicka sin torped Styrbjörn på honom för att driva in en skuld. Problemet är bara att Felix är pank.
Nattklubbsaffärerna går dåligt och Felix kan inte betala ut några löner. Han plågas även av impotens, detta trots att hans sambo Mona gör allt för att få igång honom. Mona försöker även med sin kvinnliga charm att få Popo att bevilja ytterligare ett lån till Felix, men Popo åter sig inte bevekas. I stället skickar han torpeden Styrbjörn att terrorisera Felix samtidigt som han med löften om smycken och lyxliv försöker förföra Mona.
Felix har gett upp alla tankar på ett fungerande sexliv och övertalar Mona att välja ut en älskare på klubben. Valet faller på enstöringen Bruno, som snart installerar sig hemma hos Felix. Han älskar med Mona medan Felix frusterad tittar på. Mona lurar i Bruno att Felix är miljonär, äventyrare och hjälte och det dröjer inte länge innan Bruno börjar stöta på Felix. Alltsammans kulminerar på Brunos födelsedag då Felix tänker ge Bruno en giftdrink. Innan han hinner göra så hittar han Bruno död i badkaret och tappar drinken i golvet så att glaset krossas. Spåren pekar mot Mona, men när polisen hittar glasskärvorna på badrumsgolvet riktas misstankarna mot Felix. Han arresteras och förhörs av sin granne, den bistre polismannen Stålhane. Stålhane ogillar Felix och ser nu en chans att bli av med sin granne. Felix blir fängslad och hamnar där i samma cell som torpeden Styrbjörn. Styrbjörn har åkt in för skadegörelse och berättar att Popo vägrat att hjälpa honom när han anhölls. Han ruvar därför på en hämndplan mot sin nu före detta arbetsgivare.
På klubben hittas ett självmordsbrev från Bruno, vilket får Felix frigiven. Problemet är bara att Felix precis har rymt tillsammans med Styrbjörn och gömt sig i en grotta i skogen. Felix får veta att Popo ska åka med Mona till Nice, vilken gör honom så upprörd att han akut måste föras till sjukhus för magsmärtor.
På Arlanda ser Mona tidningsrubrikerna om Felix rymning och smiter från Popo för att besöka honom. De båda återförenas i sjukhuskorridoren, men hack i häl på Mona följer Popo. Slagsmål utbryter, men Felix är så svag att han inte kan slåss. I stället får han hjälp av kirurgen Stella som ger Popo en insomningsspruta. Popo somnar in och förs bort av Styrbjörn. Felix och Mona firar återföreningen i grottan och älskar vid den öppna elden. Hos Popo är rollerna nu ombytta då Styrbjörn klätt upp sig i kostym och domderar över Popo. Han kommenterar Popos sluskiga kläder med Popos egna ord: "Det är slipsen som skiljer oss från djuren."

## Rollista
- Philip Zandén – Felix
- Marie Richardson – Mona
- Micke Dubois – Styrbjörn
- Frej Lindqvist – Popo
- Agneta Ekmanner – Stella
- Rikard Wolff – Bruno
- Lars Göran Persson – Enrico
- Gunilla Röör – Kim
- Björn Kjellman – Rene
- Åke Lindman – Stålhane
- Wallis Grahn – narkossköterskan
- Gert Fylking – narkosläkaren
- John Zacharias – en sjuk gubbe
- Elisabeth von Rosen – sköterskan
- Michal Panas – journalisten
- Anette Brusewitz – sekreteraren
- Ole Ränge	– konstapeln
- Peter Holst – man i rock
- Hans O. Sjöberg – vakten

## Filmteam
- Gunnar Ahlgren – optisk printer
- Karin Alvtegen – attributör
- Gunnar Andersson – ljussättare
- Martin Bergenström – passare
- Peder Bjurman – regiassistent
- Johannes Cornell – assistent
- Jonas Cornell – regi, manus
- Alexander Crispin – stillbildsfoto
- Annika Ekman – produktionsassistent
- Jutta Ekman – produktionsledare
- Klas Engström – ljudtekniker
- Ulf "Nappe" Eriksson – B-foto
- Sven Fahlén – mixning
- Bengt Fröderberg – scenograf
- Peter Hald – verkställande producent
- Kerstin Hellgren – negativklippning
- Kent Högberg – elektriker
- Olle Isaksson – byggledare
- Hans Iveberg – producent
- Lars Klettner – ljudläggning
- Tomas Krantz – mixning
- Rolf Larsson – studiochef
- Michael Lechner – B-ljud, ljudassistent, ljudläggning
- Susanne Linnman – klippning
- Jan Lundkvist – textkamera
- Jimmy McGann – rekvisita
- Lotta Mothander – scripta
- Nicke Niklasson – stuntregi
- Gunnel Nilsson – kläder
- Ulrika Nilsson – smink
- Leif Paulsén – snickare
- Katrin Sundberg – koreograf
- Ylva Swedenborg – pressinformation
- Camilla Thulin – kläder
- Erling Thurmann-Andersen – foto
- Jan Tolf – musik
- Brita Werkmäster – produktionsassistent
- Tobias Åström – inspelningsledare

## Om filmen
Riktiga män bär alltid slips var Cornells första biograffilm sedan Varning för Jönssonligan (1981). Den hade arbetstiteln Striptease och Novalucol, som dock fick skrotas sedan läkemedelsbolaget Astra i november 1990 lät meddela att man inte tänkte låta produktionsbolaget använda varumärket Novalucol. Därefter diskuterades titeln Operation Striptease innan det slutgiltigt bestämdes att filmen skulle heta Riktiga män bär alltid slips.
Filmen producerades av Hans Iveberg för Sonet Film AB, TV4 Nordisk Television AB och Stiftelsen Svenska Filminstitutet. Manus skrevs av Cornell och filmen fotades av Erling Thurmann-Andersen. Den klipptes av Susanne Linnman och premiärvisades den 5 juli 1991 på olika orter runt om i Sverige. Den visades på TV4 den 14 november 1998.

## Mottagande
Filmen blev ett fiasko, både bland kritiker och biobesökare. Svenska Dagbladets Hans Schiller kallade filmen för "en soppa som kokat på mången god spishäll innan den hamnade hos Cornell." Han uttryckte även besvikelse över att Cornell, som han menade en gång varit en lovade regissör, hade låtit sig sjunka till en så pass låg nivå.
Jan Aghed på SDS ansåg att filmen inte gjorde "något starkare intryck", men berömde Philip Zandéns rollprestation. Han kritiserade Cornells insatser och benämnde dennes återkomst till spelfilmen som "överraskande irrelevant och en missräkning".
Expressens recensent Petter Karlsson kallade filmen för ett "något fyrkantigt triangeldrama". Han berömde Rikard Wolffs skådespelarinsatser och frågade sig när han skulle få sin första huvudroll.
Efter en vecka på biograferna hade bara 800 besökare sett filmen, vilket på 16 premiärkopior endast blev 50 besökare per kopia. Totalt sågs filmen av drygt 3 000 besökare och plockades snabbt ned från biograferna.

## Musik
1. "Nästan är inte nog" (musik: Jan Tolf, text: Sven Hugo Persson)
2. "En trevlig hemmakväll" (musik: Jan Tolf, text: Sven Hugo Persson)
3. "Brunos blues" (musik: Anders Gustavson, Lar Jonsson)